# Gór-Nagy Miklós
Gór-Nagy Miklós (Budapest, 1983. január 8. –) világbajnok magyar vízilabdázó, jogász, közgazdász.

## Pályafutása
Édesapja kilencévesen vitte le a BVSC uszodájába, és az évek múlásával felküzdötte magát a legjobbak közé. Az Eger csapatában lett válogatott. 2005-ben debütált Kína ellen az Unicum-kupa első fordulójában, 2006-ban pedig az Európa-bajnokságon lett második. 2008-ban a montenegrói Budvához szerződött le, ezt követően a Honvéd és ismét az Eger következett. 2003-ban tagja volt a Magyar Kupa-győztes csapatnak, de ennek ellenére tíz évet kellett még várnia, hogy magyar bajnoki döntőt játszhasson, s az Egerrel egymás után kétszer nyert magyar bajnokságot.
2012 nyarán, a válogatott olimpiai felkészülése során vállsérülést szenvedett és kikerült a keretből. 2013-ban a barcelonai világbajnokságon az aranyérmes csapat tagja volt. 2014-ben kapott megint behívót és résztvevője volt a 2014-es férfi vízilabda-világligának és a 2014-es férfi vízilabda-Európa-bajnokságnak. A 2014/2015-ös szezontól 2018 áprilisáig az OSC Újbuda játékosa. 2018 nyarán a bajnoki címvédő Ferencváros igazolta le.
2019 nyarán bejelentett visszavonulását követően a Külügyminisztériumban kapott állást. 2020. május 13-án Szijjártó Péter külgazdasági és külügyminiszter kijelölte Magyarország New York-i Főkonzulátusának külgazdasági attaséjává.
2023. február 1-től a Magyar Vízilabda-szövetség sportszakmai vezetője lett.

## Eredményei
Hazai
- Magyar bajnokság (OB I)
  - aranyérmes: 2013, 2014, 2019
  - ezüstérmes: 2015
  - Bronzérmes: 2006, 2008, 2016, 2017
- Magyar kupa
  - Győztes (2): 2003 – BVSC-Brendon, 2010 – Groupama-Honvéd
  - Ezüstérmes (4): 2004, 2005 – Brendon-ZF-Eger, Brendon-Fenstherm-ZF-Eger, 2007, 2011 – Domino-BHSE, Groupama Honvéd

- Montenegrói kupa
  - Győztes (1): 2008 – Budvanska rivijera

- Magyar szuperkupa
  - Győztes (2): 2003 – BVSC-Brendon, 2007 – Domino-BHSE

- Ifjúsági bajnok: 2002 – BVSC-Brendon
- Komjádi-kupa
  - Győztes (1): 2003 – BVSC-Brendon
  - Ezüstérmes (1): 2004 – BVSC-Brendon

Nemzetközi
- LEN-bajnokok ligája győztes (1): 2019
- LEN-kupa-negyeddöntős: 2006 – Brendon-Fenstherm-ZF-Eger
- Fenstherm-kupa-győztes: 2004 – Brendon-ZF-Eger
- LEN-szuperkupa-győztes (1): 2018[8] – Ferencváros

Válogatott
- Európa-bajnokság
  - Ezüstérmes (2) Belgrád, 2006 és Budapest, 2014

- Világliga
  - Ezüstérmes (2): Belgrád, 2005 és Berlin, 2007

- Unicum-kupa
Győztes (5): 2005, 2006, 2007
Ezüstérmes (1): 2009
- Volvo-kupa-győztes (2005, 2006, 2007, 2011)
- ING-kupa-győztes (2008)
- Duna-kupa-győztes (2006)
- Ifjúsági Európa-bajnok (Lünen, 2001)
- Junior Európa-bajnoki ezüstérmes (Bari, 2002)
- Junior világbajnoki ezüstérmes (Nápoly, 2003)

## Családja
Jogászcsaládban nőtt fel, édesapja és édesanyja ügyvéd, nagyapja a Legfelsőbb Bíróság bírája volt. Vízilabdás karrierje mellett két diplomát szerzett. Az International Business Schoolon előbb gazdálkodási szakirányt végzett, majd jogot tanult. Felesége Frankovics Klára, akivel két gyermeke van, Gordon (2012) és Abigél (2014).